# Lycaena aeolus
Lycaena aeolus är en fjärilsart som beskrevs av Colin W. Wyatt 1961. Lycaena aeolus ingår i släktet Lycaena och familjen juvelvingar. Inga underarter finns listade i Catalogue of Life.